# Декстер (Нью-Йорк)
Декстер (англ. Dexter) — селище (англ. village) в США, в окрузі Джефферсон штату Нью-Йорк. Населення — 1004 особи (2020).

## Географія
Декстер розташований за координатами 44°0′41″ пн. ш. 76°2′35″ зх. д. / 44.01139° пн. ш. 76.04306° зх. д. (44.011372, -76.042952).  За даними Бюро перепису населення США в 2010 році селище мало площу 1,96 км², з яких 1,79 км² — суходіл та 0,16 км² — водойми.

## Демографія
Згідно з переписом 2010 року, у селищі мешкали 1052 особи в 435 домогосподарствах у складі 279 родин. Густота населення становила 538 осіб/км².  Було 457 помешкань (234/км²).
Расовий склад населення:
| - 95,8 % — білих - 1,7 % — чорних або афроамериканців - 0,6 % — корінних американців - 0,3 % — вихідців з тихоокеанських островів - 0,3 % — азіатів |

До двох чи більше рас належало 1,2 %. Частка іспаномовних становила 1,9 % від усіх жителів.
За віковим діапазоном населення розподілялося таким чином: 23,9 % — особи молодші 18 років, 62,1 % — особи у віці 18—64 років, 14,0 % — особи у віці 65 років та старші. Медіана віку мешканця становила 40,1 року. На 100 осіб жіночої статі у селищі припадало 91,6 чоловіків;  на 100 жінок у віці від 18 років та старших — 83,3 чоловіків також старших 18 років.
Середній дохід на одне домашнє господарство  становив 57 869 доларів США (медіана — 47 083), а середній дохід на одну сім'ю — 63 186 доларів (медіана — 53 438). Медіана доходів становила 55 179 доларів для чоловіків та 37 292 долари для жінок. За межею бідності перебувало 18,4 % осіб, у тому числі 24,3 % дітей у віці до 18 років та 13,0 % осіб у віці 65 років та старших.
Цивільне працевлаштоване населення становило 556 осіб. Основні галузі зайнятості: освіта, охорона здоров'я та соціальна допомога — 24,3 %, публічна адміністрація — 16,4 %, мистецтво, розваги та відпочинок — 12,9 %, виробництво — 11,0 %.